# Seretec
Seretec (ukr. Серетець, Sereteć) – wieś na Ukrainie, w  obwodzie tarnopolskim, w rejonie tarnopolskim. 
W II Rzeczypospolitej miejscowość w powiecie zborowskim województwa tarnopolskiego.
W listopadzie 1944 r. nacjonaliści ukraińscy z OUN-UPA zamordowali we wsi 10 Polaków.
Do 2020 w rejonie zborowskim.